# 木屋隆安
木屋 隆安（きや たかやす、1921年6月1日 - 1992年3月11日）は、日本の作家、ジャーナリスト。
東京市芝白金三光町に生まれる。本籍・福岡県。1942年大東文化学院本科卒業、広島文理科大学文学部史学科入学。43年11月学徒動員、福岡歩兵24連隊入隊。45年満洲でソ連に捕えられ抑留、1950年に帰国、時事通信社入社、松山支社、本社政治部、地方部、外信部員、香港特派員、前橋支部長（モスクワ特派員の内示を受けるが入国拒否に遭う）。社会部次長、文化部長、社会部長、72年退社、1973年内外ニュース主筆、78年退社、中外ニュース社取締役主筆・編集主幹、専務。吉川晋に師事して小説も書いた。

## 著書
- 『実録時事通信』全貌社、1979年11月。NDLJP:12275484。
- 『わが愛のすべてを』泰流社 1979
- 『幕臣小栗上野介 埋蔵金ゆえに罪なくして斬らる』泰流社 1982
- 『古事記おもしろ読本』泰流社 Orange books 1983
- 『「日本史」異議あり!』泰流社、1985年7月。NDLJP:12205763。
- 『北朝鮮の悲劇 「金王朝」崩壊のシナリオ』泰流社、1986年11月10日。NDLJP:12172104。
- 『迷走する中国経済の悲劇 「長老国家」崩壊のシナリオ』泰流社、1986年11月20日。NDLJP:11947949。
- 『クレムリンの悲劇 「ソ連帝国」崩壊のシナリオ』泰流社、1987年4月10日。NDLJP:12183621。
- 『新・北朝鮮の悲劇 「金王朝」崩壊のシナリオ』泰流社 1988
- 『双子のドラゴン 半島と島国の古代史』泰流社 1988
- 『シベリア無宿放浪記 ある虜囚の愛と憎しみ』泰流社 1990

## 注
1. ↑  『人物物故大年表』
2. ↑  『実録時事通信』著者紹介